# 존 스위프트
존 데이비드 스위프트(영어: John David Swift, 1995년 6월 23일, 포츠머스 ~)는 잉글랜드의 축구 선수로, 현재 잉글랜드 풋볼 리그 챔피언십의 웨스트브로미치 앨비언 FC 소속이다.